# دانشگاه ابو بکر بلکاید
دانشگاه ابو بکر بلکاید (به عربی: جامعة أبی بکر بلقاید) یک دانشگاه در الجزایر است که در تلمسان واقع شده‌است.از این دانشگاه بعنوان برترین دانشگاه کشور الجزایر از لحاظ کیفیت آموزشی و اعتبار جهانی یاد و ستایش می شود.

## تاریخچه
از سال ۱۹۷۴ تا ۱۹۸۰، آموزش عالی ابتدا در یک مرکز دانشگاهی ارائه می‌شد که تنها دروس اصلی علوم دقیق و زیست‌شناسی را در بر می‌گرفت. این آموزش در طول سال‌ها به رشته‌های جدید گسترش یافته است. در ژوئن ۱۹۸۴، اولین ارتقاء در علوم اجتماعی و علوم انسانی به زبان ملی انجام شد؛ در اوت ۱۹۸۴، ایجاد مؤسسات آموزش عالی ملی و دوره‌های جدید آغاز شد. این دانشگاه با فرمان شماره ۸۹-۱۳۸ مورخ ۱ اوت ۱۹۸۹ تأسیس شد، با فرمان اجرایی شماره ۹۵-۲۰۵ مورخ ۵ اوت ۱۹۹۵ اصلاح و تکمیل شد، سپس با فرمان اجرایی شماره ۹۸-۳۹۱ مورخ ۲ دسامبر ۱۹۹۸ اصلاح شد.